# Lideta
Lideta (en amharique ልደታ) est l'un des dix districts (en amharique ክፍለ ከተማ, transcription en alphabet latin kifle ketema, généralement traduit en anglais par subcity) d'Addis-Abeba, la capitale de l'Éthiopie. Situé au centre de la ville, il représente une superficie de 9,18 km2 pour une population de 214 769 habitants.

## Personnalité liée
- Hanna Lalango

## Sources
- Lideta Sub-City Administration sur Addis Ababa City Government